# Peperomia toroi
Peperomia toroi är en pepparväxtart som beskrevs av Trel. & Yunck.. Peperomia toroi ingår i släktet peperomior, och familjen pepparväxter. Inga underarter finns listade i Catalogue of Life.